# San Biagio della Cima
San Biagio della Cima é uma comuna italiana da região da Ligúria, província de Impéria, com cerca de 1.175 habitantes. Estende-se por uma área de 4 km², tendo uma densidade populacional de 294 hab/km². Faz fronteira com Camporosso, Dolceacqua, Perinaldo, Soldano, Vallebona, Vallecrosia.

## Demografia
| Variação demográfica do município entre 1861 e 2011                               |
|                                                                                   |
| Fonte: Istituto Nazionale di Statistica (ISTAT) - Elaboração gráfica da Wikipedia |

## Cidades-irmãs
- Camps-la-Source, França (2005)